# Seznam přímořských sídel v Itálii

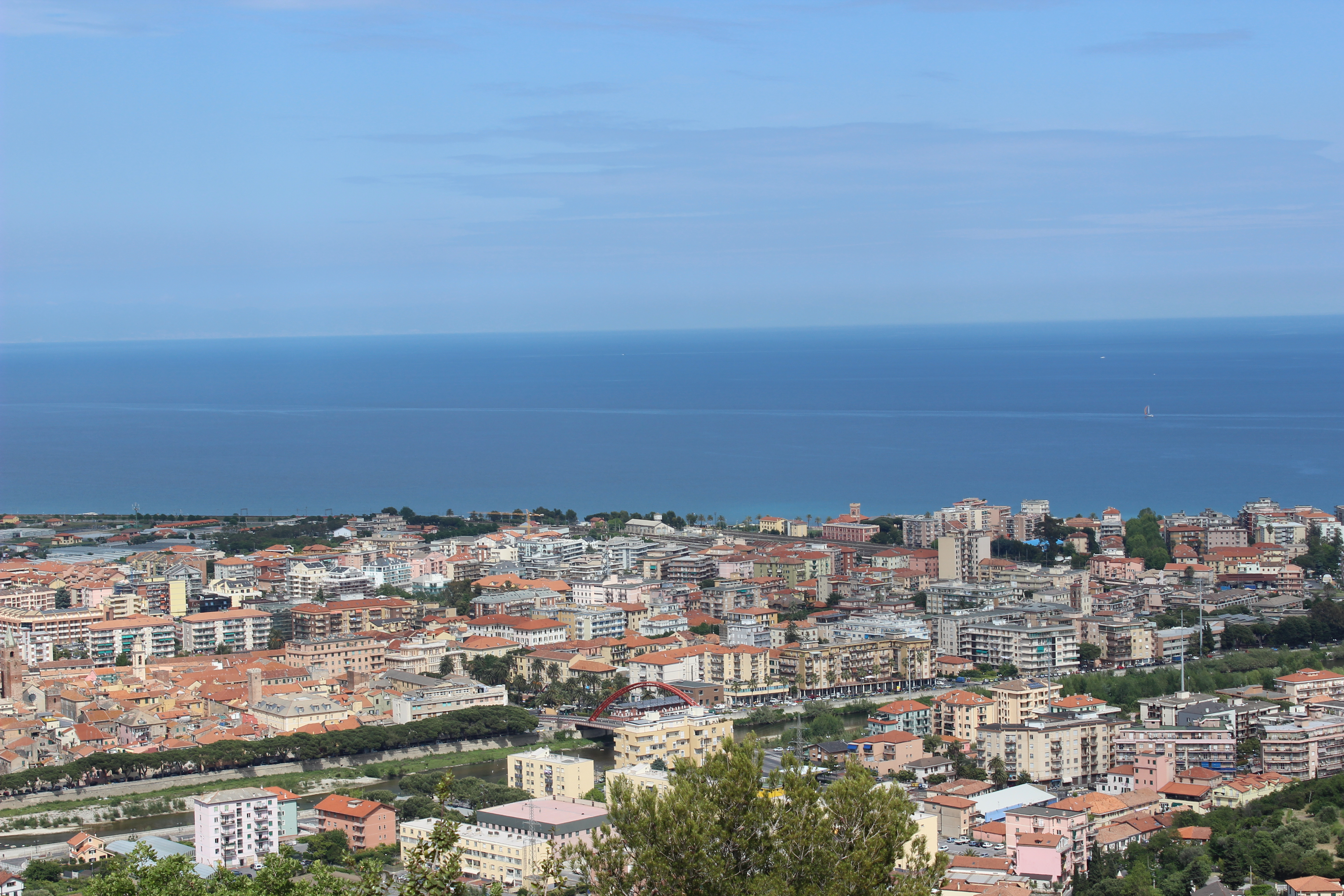
Město Albenga v Ligurii

Toto je seznam přímořských sídel v Itálii. Sídla jsou uspořádána podle toho, jak po sobě jdou kolem pobřeží (od nejzápadnějšího bodu u mořského pobřeží k nejvýchodnějšímu). Ostrovní sídla jsou uspořádána po směru hodinových ručiček. Sídla nad 10 tisíc obyvatel jsou vyznačena tučně, sídla nad 100 tisíc obyvatel velkým tučným písmem.
Centra obcí mnohdy neleží přímo u moře, ale ve vyšší nadmořské výšce, přičemž u moře mají své osady (často označované jako Marina, Lido nebo Scalo, popřípadě Torre podle příbřežních věží). Tyto osady většinou ve svém názvu mají název své mateřské obce.
Počty obyvatel jsou aktuální k roku 2025.

## Přímořská sídla mimo ostrovy

### Ligurie
- Grimaldi – 281 obyvatel
- Latte – 10 obyvatel
- Ventimiglia – 22 980 obyvatel
- Vallecrosia – 6 801 obyvatel
- Bordighera – 10 207 obyvatel
- Ospedaletti – 3 166 obyvatel
- Sanremo – 53 033 obyvatel
- Poggio – 2 200 obyvatel
- Bussana – 74 obyvatel
- Taggia – 13 804 obyvatel
- Riva Ligure – 2 766 obyvatel
- Santo Stefano al Mare – 1 969 obyvatel
- San Lorenzo al Mare – 1 213 obyvatel
- Imperia – 42 494 obyvatel
- Diano Marina – 5 554 obyvatel
- San Bartolomeo al Mare – 2 955 obyvatel
- Cervo – 1 067 obyvatel
- Andora – 7 226 obyvatel
- Laigueglia – 1 679 obyvatel
- Alassio – 9 928 obyvatel
- Albenga – 23 540 obyvatel
- Ceriale – 5 376 obyvatel
- Borghetto Santo Spirito – 4 590 obyvatel
- Loano – 10 677 obyvatel
- Pietra Ligure – 8 192 obyvatel
- Borgio Verezzi – 2 113 obyvatel
- Finale Ligure – 11 024 obyvatel
- Varigotti – 577 obyvatel
- Noli – 2 434 obyvatel
- Spotorno – 3 334 obyvatel
- Bergeggi – 1 045 obyvatel
- Vado Ligure – 7 939 obyvatel
- Savona – 58 690 obyvatel
- Albissola Marina – 5 149 obyvatel
- Albisola Superiore – 9 565 obyvatel
- Celle Ligure – 4 785 obyvatel
- Varazze – 12 430 obyvatel
- Cogoleto – 8 332 obyvatel
- Arenzano – 11 179 obyvatel
- Janov (Genova) – 563 947 obyvatel
- Bogliasco – 4 300 obyvatel
- Pieve Ligure – 2 387 obyvatel
- Sori – 3 940 obyvatel
- Recco – 9 295 obyvatel
- Camogli – 4 874 obyvatel
- Portofino – 355 obyvatel
- Santa Margherita Ligure – 8 320 obyvatel
- Rapallo – 29 513 obyvatel
- Zoagli – 2 324 obyvatel
- Chiavari – 27 442 obyvatel
- Lavagna – 12 323 obyvatel
- Sestri Levante – 17 237 obyvatel
- Riva Trigoso – 3 863 obyvatel
- Moneglia – 2 482 obyvatel
- Deiva Marina – 2 188 obyvatel
- Framura – 552 obyvatel
- Bonassola – 762 obyvatel
- Levanto – 5 048 obyvatel
- Monterosso al Mare – 1 323 obyvatel
- Vernazza – 692 obyvatel
- Corniglia – 195 obyvatel
- Manarola – 353 obyvatel
- Riomaggiore – 1 292 obyvatel
- Portovenere – 3 208 obyvatel
- Le Grazie – 1 000 obyvatel
- Fezzano – 950 obyvatel
- Cadimare – 900 obyvatel
- La Spezia – 92 711 obyvatel
- San Terenzo – 2 500 obyvatel
- Lerici – 9 248 obyvatel
- Tellaro – 559 obyvatel
- Bocca di Magra – 364 obyvatel
- Fiumaretta – 806 obyvatel
- Marinella di Sarzana – 491 obyvatel

### Toskánsko
- Carrara – 59 699 obyvatel (část Marina di Carrara)
- Massa – 65 801 obyvatel
- Cinquale – 2 000 obyvatel
- Forte dei Marmi – 6 555 obyvatel
- Pietrasanta – 22 731 obyvatel (část Marina di Pietrasanta)
- Camaiore – 31 755 obyvatel (část Lido di Camaiore)
- Viareggio – 60 697 obyvatel
- Marina di Pisa – 3 570 obyvatel
- Tirrenia – 3 150 obyvatel
- Calambrone
- Livorno – 152 916 obyvatel
- Quercianella – 1 039 obyvatel
- Castiglioncello – 3 553 obyvatel
- Rosignano Solvay – 15 802 obyvatel
- Vada – 3 461 obyvatel
- Cecina – 28 054 obyvatel (část Marina di Cecina)
- Marina di Bibbona – 192 obyvatel
- Castagnetto Carducci – 8 641 obyvatel (část Marina di Castagnetto Carducci)
- San Vincenzo – 6 366 obyvatel
- Piombino – 32 364 obyvatel
- Follonica – 20 172 obyvatel
- Puntone di Scarlino – 503 obyvatel
- Punta Ala – 402 obyvatel
- Castiglione della Pescaia – 7 034 obyvatel
- Marina di Grosseto – 2 850 obyvatel
- Principina a Mare – 207 obyvatel
- Talamone – 280 obyvatel
- Fonteblanda – 1 088 obyvatel
- Albinia – 2 926 obyvatel (část Le Saline)
- Orbetello – 14 026 obyvatel (obklopeno lagunami)
- Giannella – 225 obyvatel
- Pozzarello – 2 000 obyvatel
- Porto Santo Stefano – 8 892 obyvatel
- Porto Ercole – 2 676 obyvatel
- Ansedonia – 116 obyvatel

### Lazio
- Montalto di Castro – 8 658 obyvatel (část Montalto Marina)
- Tarquinia – 15 817 obyvatel (části Riva dei Tarquini, Voltone a Lido di Tarquinia)
- Civitavecchia – 51 615 obyvatel
- Santa Marinella – 18 453 obyvatel
- Santa Severa – 660 obyvatel
- Cerveteri – 38 083 obyvatel (část Campo di Mare)
- Ladispoli – 40 827 obyvatel
- Marina di San Nicola – 1 518 obyvatel
- Passoscuro – 4 173 obyvatel
- Fregene – 6 727 obyvatel
- Focene – 3 458 obyvatel
- Fiumicino – 83 119 obyvatel
- Lido di Ostia – 91 342 obyvatel
- Torvaianica – asi 17 000 obyvatel
- Ardea – 50 795 obyvatel (části Centro Regina a Porto Rutulo)
- Tor San Lorenzo – 20 216 obyvatel (části Lido dei Coralli, Marina di Tor San Lorenzo a Marina di Tor San Lorenzo Sud)
- Lido dei Pini – 1 892 obyvatel (část Lupetta)
- Anzio – 59 809 obyvatel
- Nettuno – 48 139 obyvatel
- Borgo Sabotino – 2 032 obyvatel
- Latina – 127 650 obyvatel (část Lido di Latina)
- Sabaudia – 19 279 obyvatel
- San Felice Circeo – 10 061 obyvatel
- Terracina – 44 763 obyvatel
- Salto di Fondi – asi 3 000 obyvatel
- Sperlonga – 3 009 obyvatel
- Gaeta – 19 077 obyvatel
- Formia – 36 762 obyvatel
- Gianola – 3 420 obyvatel
- Scauri – 7 259 obyvatel
- Minturno – 20 424 obyvatel (část Marina di Minturno)

### Kampánie
- Baia Domizia – 332 obyvatel
- Baia Azurra-Levagnole
- Sinuessa
- Mondragone – 28 444 obyvatel
- Castel Volturno – 30 728 obyvatel
- Marina d'Ischitella
- Ischitella Lido
- Lago Patria – 3 562 obyvatel

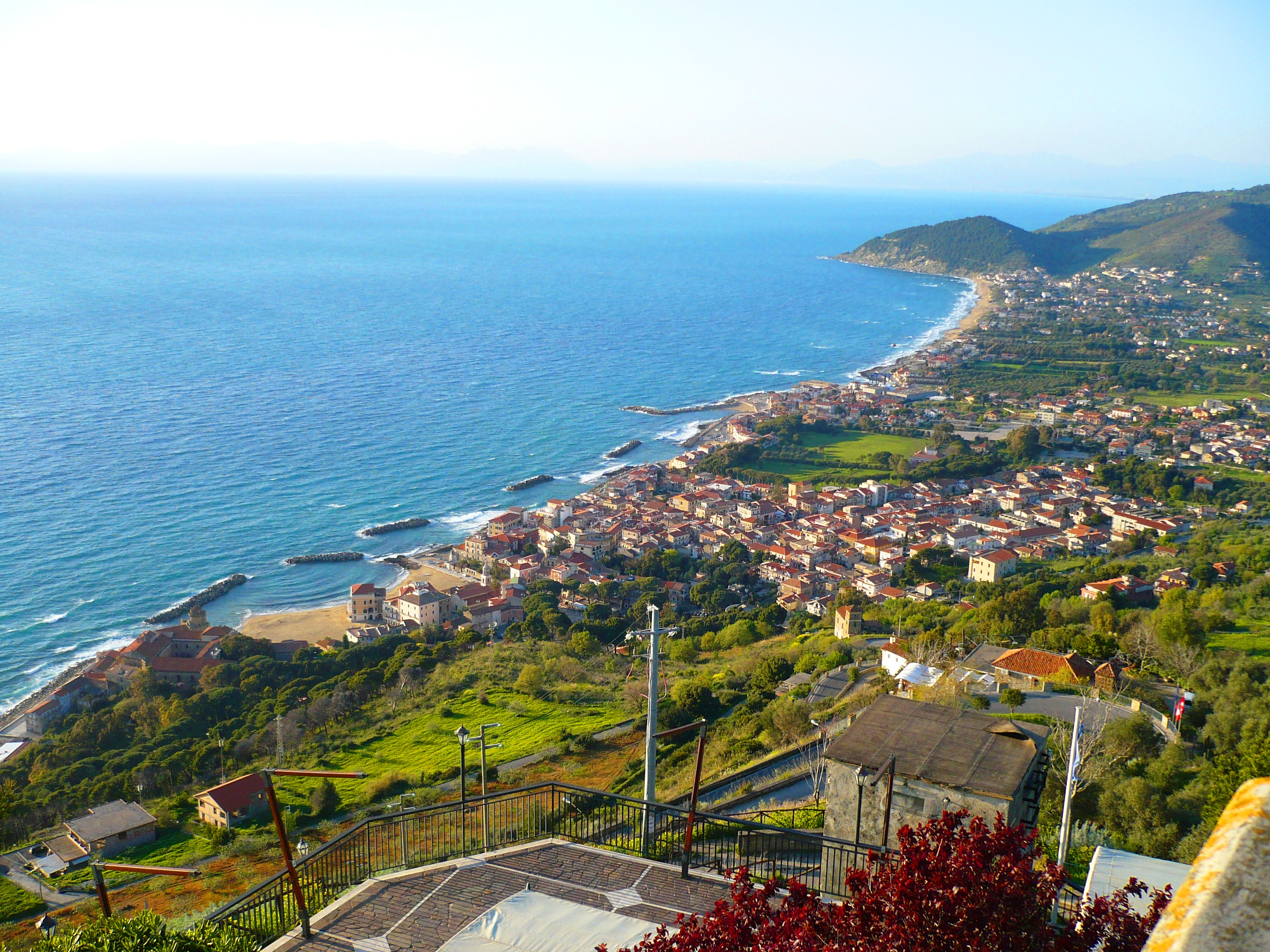
Santa Maria di Castellabate

- Licola – asi 5 000 obyvatel (část Lido di Licola)
- Torregaveta
- Monte di Procida – 11 797 obyvatel
- Miliscola
- Miseno
- Bacoli – 24 921 obyvatel
- Baia
- Lucrino
- Pozzuoli – 75 100 obyvatel
- Coroglio
- Marechiaro
- Capo di Posillipo
- Neapol (Napoli) – 907 573 obyvatel
- San Giorgio a Cremano – 41 722 obyvatel
- Portici – 51 335 obyvatel
- Ercolano – 49 312 obyvatel
- Torre del Greco – 79 192 obyvatel
- Sant'Antonio
- Santa Maria la Bruna – asi 5 000 obyvatel
- Torre Annunziata – 39 625 obyvatel
- Rovigliano – 9 347 obyvatel
- Castellammare di Stabia – 62 075 obyvatel
- Vico Equense – 20 165 obyvatel
- Seiano – asi 1 900 obyvatel
- Montechiaro
- Meta – 7 792 obyvatel
- Piano di Sorrento – 12 204 obyvatel (část Cassano)
- Sant'Agnello – 8 474 obyvatel
- Sottomonte
- Marano
- Sorrento – 15 130 obyvatel
- Marina Grande
- Capo di Sorrento
- Puolo
- San Montano
- Massa Lubrense – 14 147 obyvatel
- Marina dela Lobra
- Marciano
- Marina del Cantone
- Positano – 3 669 obyvatel
- Arienzo
- Praiano – 1 940 obyvatel
- Conca dei Marini – 637 obyvatel
- Lone – 422 obyvatel
- Amalfi – 4 616 obyvatel
- Atrani – 764 obyvatel
- Minori – 2 552 obyvatel
- Maiori – 5 206 obyvatel
- Erchie – 100 obyvatel
- Cetara – 1 922 obyvatel
- Vietri sul Mare – 6 941 obyvatel
- Salerno – 125 906 obyvatel
- Magazzeno
- Lido Lago
- Foce Sele (část obce Gromola/Foce Sele) – 484 obyvatel
- Laura – 1 624 obyvatel
- Torre/Licinella – 2 366 obyvatel
- Agropoli – 21 299 obyvatel
- Santa Maria di Castellabate – 3 640 obyvatel
- San Marco – 1 204 obyvatel
- Ogliastro Marina – 139 obyvatel
- Montecorice – 2 579 obyvatel (část San Nicola a Mare)
- Agnone Cilento – asi 1 000 obyvatel
- Mezzatorre
- Acciaroli – asi 600 obyvatel
- Pioppi – asi 300 obyvatel
- Casal Velino – 5 349 obyvatel (část Marina di Casal Velino)
- Ascea – 5 849 obyvatel (část Marina di Ascea)
- Pisciotta – 2 404 obyvatel (část Marina di Pisciotta)
- Caprioli – 953 obyvatel
- Palinuro – 1 506 obyvatel
- Marina di Camerota – asi 3 500 obyvatel
- Scario – asi 1 200 obyvatel
- Policastro Bussentino – asi 2 000 obyvatel
- Capitello – asi 500 obyvatel
- Villammare – 1 368 obyvatel
- Sapri – 6 338 obyvatel

### Basilicata (západní pobřeží)
- Acquafredda – 321 obyvatel
- Cersuta – 178 obyvatel
- Maratea – 4 559 obyvatel (část Porto di Maratea)
- Marina di Maratea – 283 obyvatel

### Kalábrie
- Praia a Mare – 6 306 obyvatel

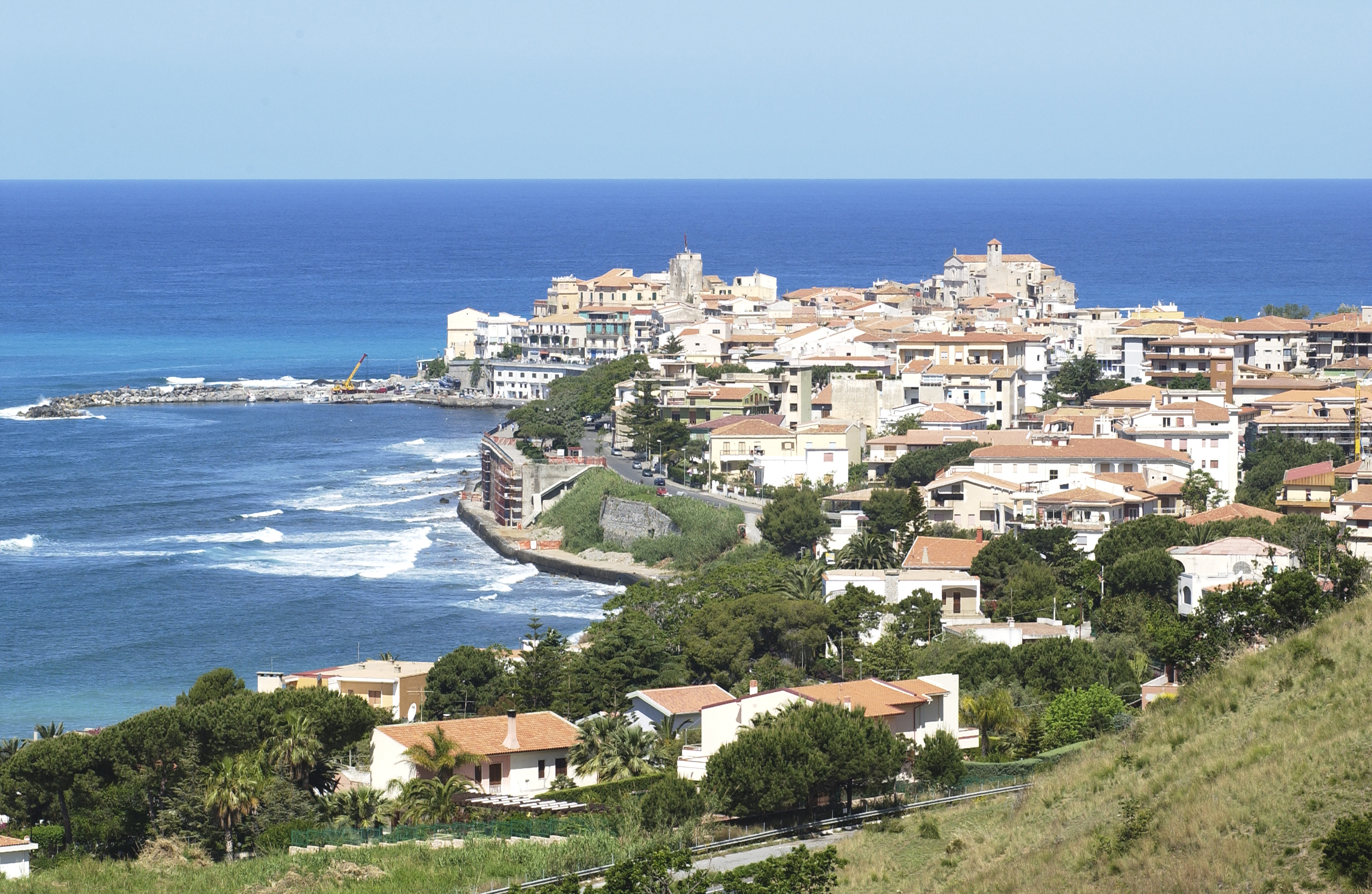
Diamante

- San Nicola Arcella – 1 995 obyvatel
- Scalea – 11 573 obyvatel
- Santa Maria del Cedro – 5 152 obyvatel (část Marina di Santa Maria del Cedro)
- Cirella – 697 obyvatel
- Diamante – 5 005 obyvatel
- Belvedere Marittimo – 9 070 obyvatel
- Sangineto – 1 201 obyvatel (část Sangineto Lido)
- Cittadella del Capo
- Cetraro – 9 289 obyvatel
- Acquappesa – 1 739 obyvatel
- Guardia Piemontese – 1 745 obyvatel (část Guardia Marina)
- Fuscaldo – 7 902 obyvatel (část Fuscaldo Marina)
- Paola – 15 138 obyvatel
- San Lucido – 7 529 obyvatel
- Torremezzo – 536 obyvatel
- Falconara Albanese – 1 489 obyvatel (bezejmenná přímořská část, centrum obce leží ve vyšší nadmořské výšce)
- Fiumefreddo Bruzio – 3 899 obyvatel (bezejmenná přímořská část, centrum obce leží ve vyšší nadmořské výšce)
- Longobardi – 3 156 obyvatel (bezejmenná přímořská část, centrum obce leží ve vyšší nadmořské výšce)
- Belmonte Calabro – 1 692 obyvatel (bezejmenná přímořská část, centrum obce leží ve vyšší nadmořské výšce)
- Amantea – 13 849 obyvatel
- Coreca – asi 700 obyvatel
- Campora San Giovanni – 3 407 obyvatel
- Nocera Terinese – 4 756 obyvatel (části Villaggio del Golfo a Villaggio Nuova Temesa)
- Falerna – 3 900 obyvatel (bezejmenná přímořská část, centrum obce leží ve vyšší nadmořské výšce)
- Gizzeria – 5 334 obyvatel (část Gizzeria Lido)
- Pizzo – 8 683 obyvatel
- Vibo Marina – 7 876 obyvatel
- Bivona – asi 1 500 obyvatel
- Briatico – 3 585 obyvatel
- Zambrone – 1 762 obyvatel (bezejmenná přímořská část, centrum obce leží ve vyšší nadmořské výšce)
- Parghelia – 1 278 obyvatel
- Tropea – 5 663 obyvatel
- Ricadi – 5 056 obyvatel (centrum obce ve vyšší nadmořské výšce, u moře leží několik částí, např. Santa Domenica)
- Joppolo – 1 696 obyvatel
- Nicotera – 7 139 obyvatel (část Nicotera Marina)
- San Ferdinando – 4 357 obyvatel
- Gioia Tauro – 19 243 obyvatel
- Lido di Palmi (včetně částí Scinà, Pietrenerre, Tonnara di Palmi)
- Palmi – 17 997 obyvatel (části Palmi Scalo a Marina di Palmi)
- Bagnara Calabra – 9 142 obyvatel
- Favazzina
- Scilla – 4 434 obyvatel
- Villa San Giovanni – 12 669 obyvatel
- Catona – asi 15 000 obyvatel
- Gallico – 15 685 obyvatel (část Gallico Marina)
- Archi – asi 9 000 obyvatel
- Reggio Calabria – 168 450 obyvatel
- San Gregorio
- San Leo
- Occhio
- San Giovanni
- Pellaro – 35 789 obyvatel
- Bocale
- Bocale II
- Lazzaro – asi 2 000 obyvatel
- Saline Joniche – asi 5 000 obyvatel
- Melito di Porto Salvo – 10 377 obyvatel
- San Lorenzo – 2 129 obyvatel (část Marina di San Lorenzo)
- Condofuri – 4 482 obyvatel (část Condofuri Marina)
- Bova Marina – 3 966 obyvatel
- Palizzi – 1 866 obyvatel (část Palizzi Marina)
- Spropoli
- Galati
- Spatolicchi
- Brancaleone – 3 169 obyvatel
- Marinella
- Cananello
- Africo – 2 677 obyvatel
- Bianco – 4 279 obyvatel
- Bovalino – 8 719 obyvatel
- Bosco Sant'Ippolito
- Ardore – 4 858 obyvatel (část Ardore Marina)
- Sant'Ilario dello Ionio – 1 314 obyvatel (část Marina di Sant'Ilario dello Ionio)
- Locri – 11 848 obyvatel
- Siderno – 17 557 obyvatel
- Marina di Gioiosa Ionica – 6 320 obyvatel
- Roccella Ionica – 6 128 obyvatel
- Marina di Caulonia
- Riace – 1 775 obyvatel (část Riace Marina)
- Monasterace Marina
- Guardavalle – 4 071 obyvatel (část Guardavalle Marina)
- Santa Caterina dello Ionio – 1 903 obyvatel (část Santa Caterina dello Ionio Marina)
- Badolato – 2 790 obyvatel (část Badolato Marina)
- Isca sullo Ionio – 1 472 obyvatel (část Isca Marina)
- Sant'Andrea Apostolo dello Ionio – 1 690 obyvatel (část Sant'Andrea Apostolo dello Ionio Marina)
- Davoli – 5 716 obyvatel (část Marina di Davoli)
- Soverato – 8 451 obyvatel
- Montepaone – 5 779 obyvatel (část Montepaone Lido)
- Calalunga-Pietragrande
- Caminia
- Stalettì – 2 400 obyvatel (část Santa Maria del Mare Torazzo)
- Copanello
- Squillace – 3 591 obyvatel (část Squillace Lido)
- Catanzaro Lido – 12 385 obyvatel
- Simeri Crichi – 4 703 obyvatel (část Simeri Mare)
- Sellia Marina – 7 737 obyvatel
- Sena
- Botricello – přesně 5 000 obyvatel
- Steccato di Cutro – asi 400 obyvatel
- Praialonga
- Le Castella – 1 103 obyvatel
- Capo Rizzuto – 196 obyvatel
- Le Cannella
- Capo Colonna
- Crotone – 58 147 obyvatel
- Passovecchio
- Margherita
- Gabella
- Strongoli – 6 154 obyvatel (část Marina di Strongoli)
- Torre Melissa – 2 952 obyvatel
- Cirò Marina – 14 129 obyvatel
- Torretta di Crucoli – 2 369 obyvatel
- Cariati – 7 569 obyvatel
- Camigliano
- Calopezzati – 1 227 obyvatel (bezejmenná přímořská část, centrum obce leží ve vyšší nadmořské výšce)
- Mirto
- Rossano – 36 623 obyvatel (část Rossano Scalo)
- Fabrizio
- Schiavonea
- Salice
- Laghi di Sibari
- Marina di Sibari
- Villapiana – 5 544 obyvatel (části Villapiana Scalo a Villapiana Lido)
- Trebisacce – 8 623 obyvatel
- Amendolara – 2 616 obyvatel (bezejmenná přímořská část, centrum obce leží ve vyšší nadmořské výšce)
- Marina di Roseto Capo Spulico – 815 obyvatel
- Montegiordano – 1 516 obyvatel (část Montegiordano Marina)
- Rocca Imperiale – 3 129 obyvatel (část Rocca Imperiale Marina)

### Basilicata (východní pobřeží)
- Nova Siri – 6 867 obyvatel (část Nova Siri Scalo)
- Policoro – 17 736 obyvatel (část Lido di Policoro)
- Borgo San Basilio
- Macchia
- Metaponto – 1 028 obyvatel (část Lido di Metaponto)

### Apulie
- Marina di Ginosa – 4 989 obyvatel
- Riva dei Tessali

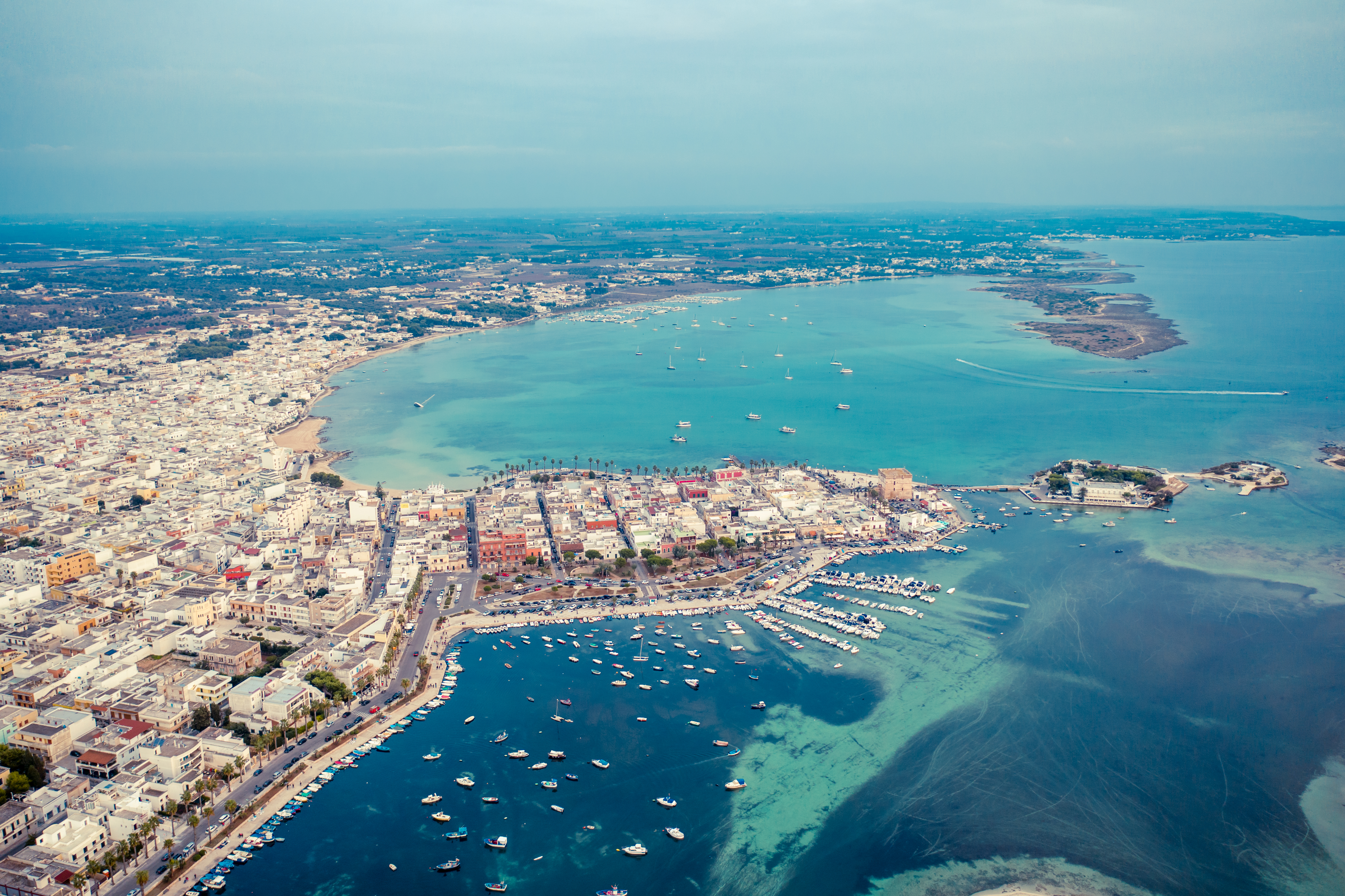
Porto Cesareo

- Castellaneta Marina – 814 obyvatel
- Chiatona
- Taranto – 185 865 obyvatel
- Talsano – asi 50 000 obyvatel
- Leporano – 8 178 obyvatel
- Pulsano – 11 157 obyvatel
- Marina di Lizzano – 122 obyvatel
- Monacizzo – 486 obyvatel
- Campomarino di Maruggio – 166 obyvatel
- San Pietro in Bevagna
- Torre Colimena
- Punta Prosciutto – 18 obyvatel
- Punta Grossa
- Torre Lapillo – 360 obyvatel
- Porto Cesareo – 6 489 obyvatel
- Sant'Isidoro – 50 obyvatel
- Torre Inserraglio
- Santa Caterina – 905 obyvatel
- Santa Maria al Bagno – 950 obyvatel
- Rivabella di Gallipoli – 206 obyvatel
- Gallipoli – 18 928 obyvatel
- Baia Verde – 94 obyvatel
- Marina di Mancaversa
- Torre Suda – 710 obyvatel
- Torre San Giovanni – 430 obyvatel
- Torre Mozza – 71 obyvatel
- Lido Marini – 23 obyvatel
- Torre Pali – 56 obyvatel
- Pescoluse – 36 obyvatel
- Posto Vecchio
- Torre Vado – 83 obyvatel
- Marina di San Gregorio – 129 obyvatel
- Marina di Felloniche – 20 obyvatel
- Santa Maria di Leuca – 1 263 obyvatel
- Gagliano del Capo – 4 795 obyvatel
- Novaglie – 15 obyvatel
- Marina Serra – 28 obyvatel
- Tricase Porto – 269 obyvatel
- Marina di Andrano
- Marina di Marittima – 18 obyvatel
- Castro Marina – asi 600 obyvatel
- Castro – 2 311 obyvatel
- Santa Cesarea Therme – přesně 2 800 obyvatel
- Porto Badisco – 0 stálých obyvatel
- Otranto – 5 549 obyvatel
- Conca Specchiulla – 0 stálých obyvatel
- Torre dell'Orso – 146 obyvatel
- Roca – 22 obyvatel (skládá se ze dvou částí, Roca Nuova a Roca Vecchia)
- San Foca – 374 obyvatel
- Torre Specchia Ruggeri
- San Cataldo – 270 obyvatel
- Frigole – asi 100 obyvatel (část Idrovore)
- Torre Chianca – 38 obyvatel
- Torre Rinalda – 37 obyvatel
- Casalabate – 406 obyvatel
- Lendinuso – 53 obyvatel
- Lido Presepe
- Torre San Gennaro – 85 obyvatel
- Campo di Mare – 24 obyvatel
- Brindisi – 81 619 obyvatel
- Posticeddu – 19 obyvatel
- Specchiolla – 22 obyvatel
- Pantanagianni – 10 obyvatel
- Torre Santa Sabina – 365 obyvatel
- Villanova – 360 obyvatel
- Rosa Marina – 179 obyvatel
- Torre Canne – 448 obyvatel
- Savelletri – 682 obyvatel
- Torre Egnazia
- Capitolo – 25 obyvatel
- Monopoli – 47 741 obyvatel
- Polignano a Mare – 17 347 obyvatel
- Cozze – 73 obyvatel
- Mola di Bari – 24 188 obyvatel
- Torre a Mare – 5 070 obyvatel
- San Giorgio
- Sant'Anna
- Bari – 315 727 obyvatel
- Palese Macchie – 14 655 obyvatel
- Santo Spirito – 13 941 obyvatel
- Giovinazzo – 19 097 obyvatel
- Molfetta – 57 119 obyvatel
- Bisceglie – 53 322 obyvatel
- Trani – 54 738 obyvatel
- Barletta – 91 968 obyvatel
- Fiumara – 3 849 obyvatel
- Margherita di Savoia – 11 057 obyvatel
- Zapponeta – 3 247 obyvatel
- Foggiamare – 7 obyvatel
- Ippocampo – 83 obyvatel
- Scalo dei Saraceni – 248 obyvatel
- La Bussola – 5 obyvatel
- Sciali degli Zingari – 35 obyvatel
- Sciali di Lauro – 330 obyvatel
- Siponto
- Manfredonia – 53 226 obyvatel
- Mattinata – 5 868 obyvatel (bezejmenná přímořská část, centrum obce leží ve vyšší nadmořské výšce)
- Baia delle Zagare
- Pugnochiuso – 2 obyvatelé
- Lido di Portonuovo
- Vieste – 13 233 obyvatel
- San Lorenzo – 6 obyvatel
- Defensola – 226 obyvatel
- Spiaggia Scialmarino
- Peschici – 4 274 obyvatel
- San Menaio – 37 obyvatel
- Rodi Garganico – 3 318 obyvatel
- Lido del Sole – 28 obyvatel
- Foce Varano – 384 obyvatel
- Capoiale-Isola Varano – 45 obyvatel
- Torre Mileto – 5 obyvatel
- Lesina Marina – 94 obyvatel

### Molise
- Campomarino – 7 889 obyvatel
- Termoli – 31 857 obyvatel
- Petacciato – 3 522 obyvatel (část Petacciato Marina)
- Marina di Montenero di Bisaccia

### Abruzzo
- San Salvo Marina
- Marina di Vasto – 2 489 obyvatel
- Vasto – 40 810 obyvatel
- Punta Penna
- Casalbordino Lido
- Borgata Marina – 119 obyvatel

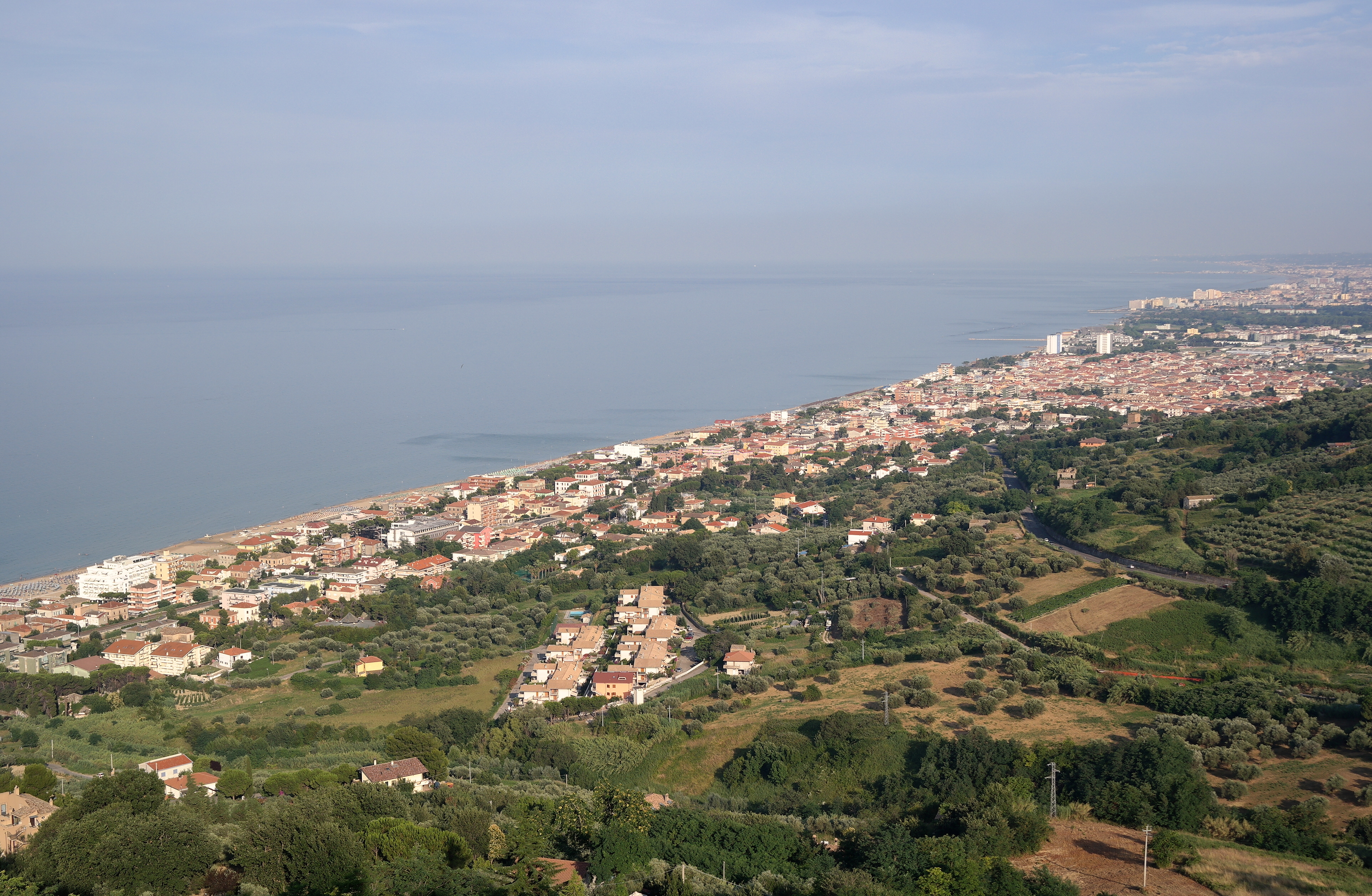
Silvi

- Fossacesia – 6 261 obyvatel (část Fossacesia Marina)
- Vallevò – 229 obyvatel
- Marina di San Vito – 1 204 obyvatel
- Ortona – 21 959 obyvatel
- Ripari di Giobbe – 30 obyvatel
- Torre Mucchia – 21 obyvatel
- Lido Riccio
- Foro d'Ortona
- Francavilla al Mare – 25 444 obyvatel
- Pescara – 118 416 obyvatel
- Montesilvano – 53 544 obyvatel
- Silvi – 15 404 obyvatel (část Silvi Marina)
- Pineto – 14 790 obyvatel
- Scerne – 1 982 obyvatel
- Roseto degli Abruzzi – 25 876 obyvatel
- Cologna Spiaggia – 2 965 obyvatel
- Giulianova – 23 502 obyvatel
- Tortoreto – 12 028 obyvatel (část Tortoreto Lido)
- Alba Adriatica – 13 311 obyvatel
- Villa Rosa – 4 402 obyvatel
- Martinsicuro – 16 414 obyvatel

### Marche
- Porto d'Ascoli

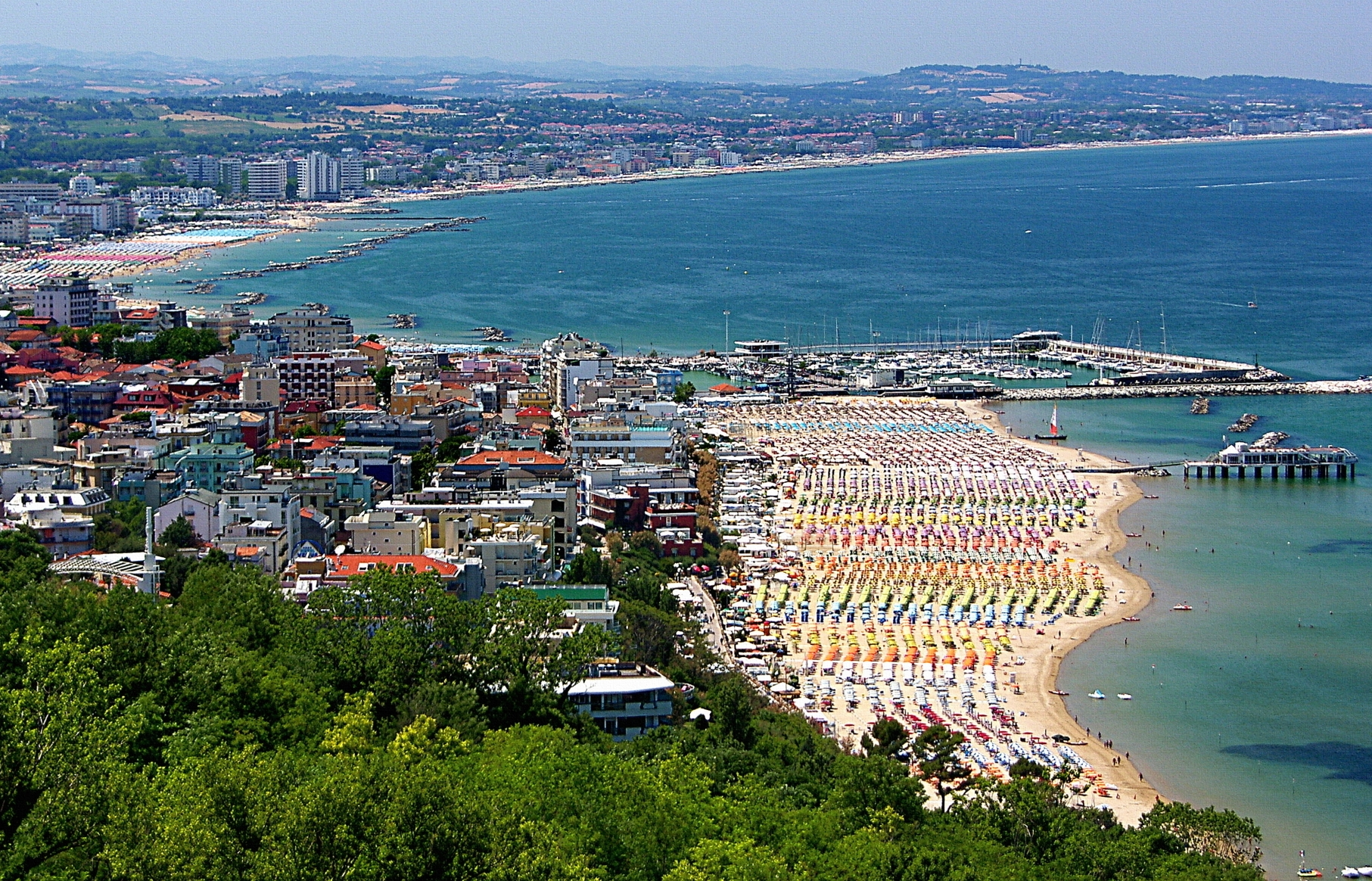
Gabicce Mare

- San Benedetto del Tronto – 46 981 obyvatel
- Grottammare – 15 928 obyvatel
- Cupra Marittima – 5 354 obyvatel
- Pedaso – 2 866 obyvatel
- Altidona – 3 770 obyvatel (část Marina di Altidona)
- Marina Palmense – 802 obyvatel
- Porto San Giorgio – 15 553 obyvatel
- Lido di Fermo – 3 352 obyvatel
- San Tommaso Tre Archi – 2 011 obyvatel
- Faleriense
- Porto San'Elpidio – 25 791 obyvatel
- Marina Picena
- Civitanova Marche – 41 929 obyvatel
- Fontespina
- Porto Potenza Picena – 7 596 obyvatel
- Porto Recanati – 12 583 obyvatel
- Marcelli – 1 473 obyvatel
- Numana – 3 751 obyvatel
- Sirolo – 4 061 obyvatel
- Ancona – 99 461 obyvatel
- Torrete
- Collemarino
- Palombina Nuova
- Palombina Vecchia
- Falconara Marittima – 25 922 obyvatel
- Marina di Montemarciano – 4 976 obyvatel
- Montignano-Marzocca – 4 590 obyvatel
- Senigallia – 43 812 obyvatel
- Cesano – asi 2 000 obyvatel
- Piano Marina
- Marotta – 12 525 obyvatel
- Fano – 59 901 obyvatel
- Gimarra
- Pesaro – 95 358 obyvatel
- Gabicce Mare – 5 431 obyvatel

### Emilia-Romagna
- Cattolica – 16 612 obyvatel
- Misano Adriatico – 14 197 obyvatel
- Riccione – 34 381 obyvatel
- Rimini – 150 702 obyvatel
- Viserba – 8 556 obyvatel
- Viserbella – 2 139 obyvatel
- Torre Pedrera – 2 180 obyvatel
- Bellaria-Igea Marina – 19 463 obyvatel
- Cagnona
- San Mauro a Mare – 1 238 obyvatel
- Gatteo a Mare – 1 912 obyvatel
- Villamarina
- Valverde
- Cesenatico – 25 993 obyvatel
- Pinarella – 4 762 obyvatel
- Cervia – 28 991 obyvatel
- Milano Marittima – 1 524 obyvatel
- Lido di Classe – 503 obyvatel
- Lido di Dante – 426 obyvatel
- Lido Adriano – 5 693 obyvatel
- Punta Marina Terme – 3 264 obyvatel
- Marina di Ravenna – 3 476 obyvatel
- Porto Corsini – 1 472 obyvatel
- Marina Romea – 1 185 obyvatel
- Casal Borsetti – 802 obyvatel
- Lido di Spina – 563 obyvatel
- Lido degli Estensi – 2 308 obyvatel
- Porto Garibaldi – 4 732 obyvatel
- Lido degli Scacchi – 941 obyvatel
- Lido di Pomposa – 1 357 obyvatel
- Lido delle Nazioni – 898 obyvatel
- Lido di Volano – 132 obyvatel
- Goro – 3 390 obyvatel
- Gorino – 641 obyvatel

### Benátsko
- Santa Giulia – 192 obyvatel
- Scardovari – 1 434 obyvatel
- Pila – 328 obyvatel
- Boccasette – 282 obyvatel
- Rosolina Mare – 326 obyvatel
- Isola Verde
- Chioggia – 47 174 obyvatel
- Pellestrina – 2 545 obyvatel

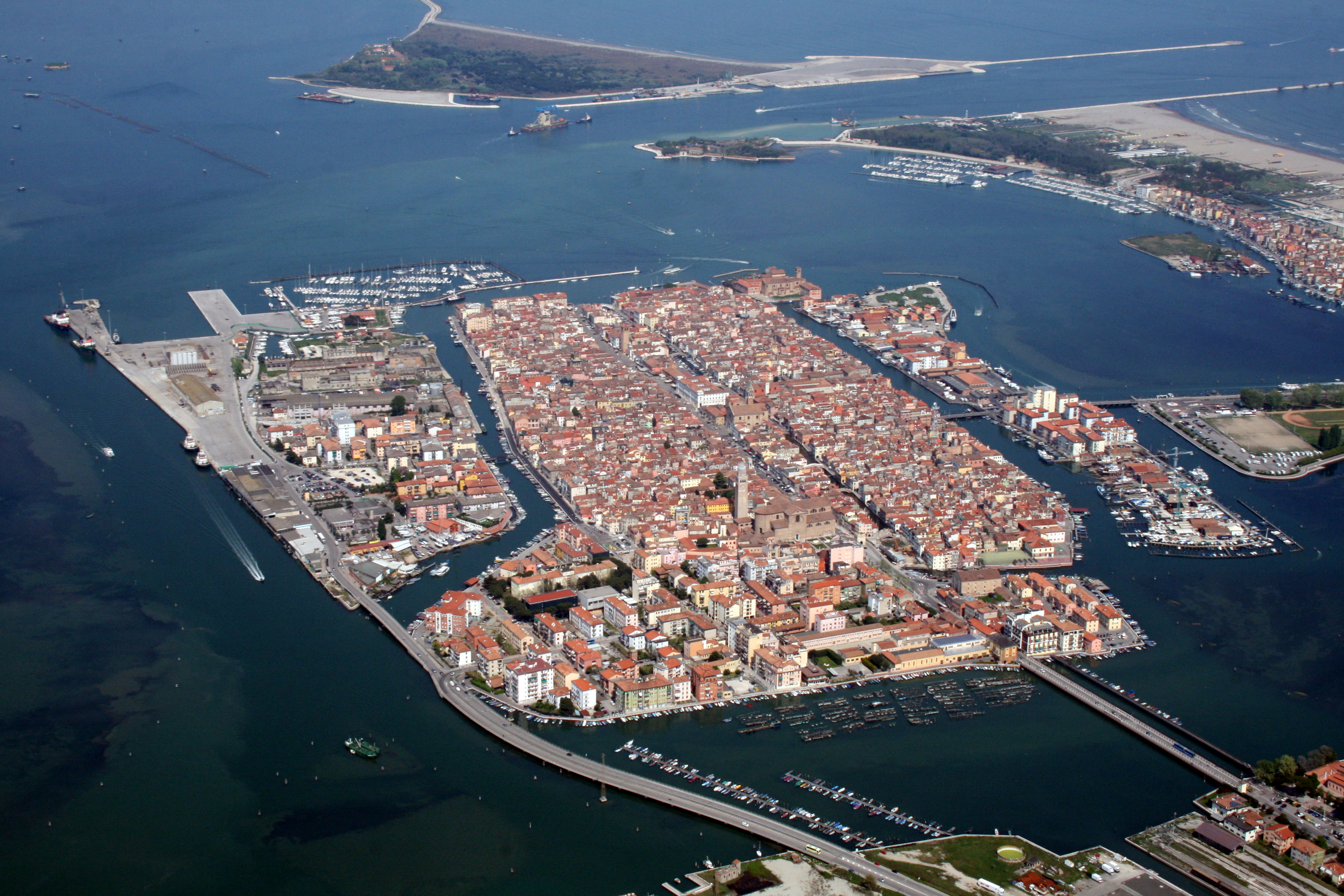
Chioggia

- San Pietro in Volta – 1 193 obyvatel
- Alberoni – 977 obyvatel
- Malamocco – 1 722 obyvatel
- Lido di Venezia – 14 481 obyvatel
- Benátky (Venezia) – 249 325 obyvatel
- Murano – 4 093 obyvatel
- Sant'Erasmo – 598 obyvatel
- Burano – 2 195 obyvatel
- Punta Sabbioni – 707 obyvatel
- Treporti
- Ca' Savio – 5 737 obyvatel
- Ca' Pasquali – 465 obyvatel
- Ca' Ballarin – 968 obyvatel
- Ca' di Valle
- Cavallino
- Lido di Jesolo – 9 456 obyvatel
- Eraclea Mare – 447 obyvatel
- Villaggio Baleno
- Duna Verde – 67 obyvatel
- Lido Altanea
- Porto Santa Margherita – 812 obyvatel
- Caorle – 11 014 obyvatel
- Bibione – 2 564 obyvatel

### Furlansko-Julské Benátsko

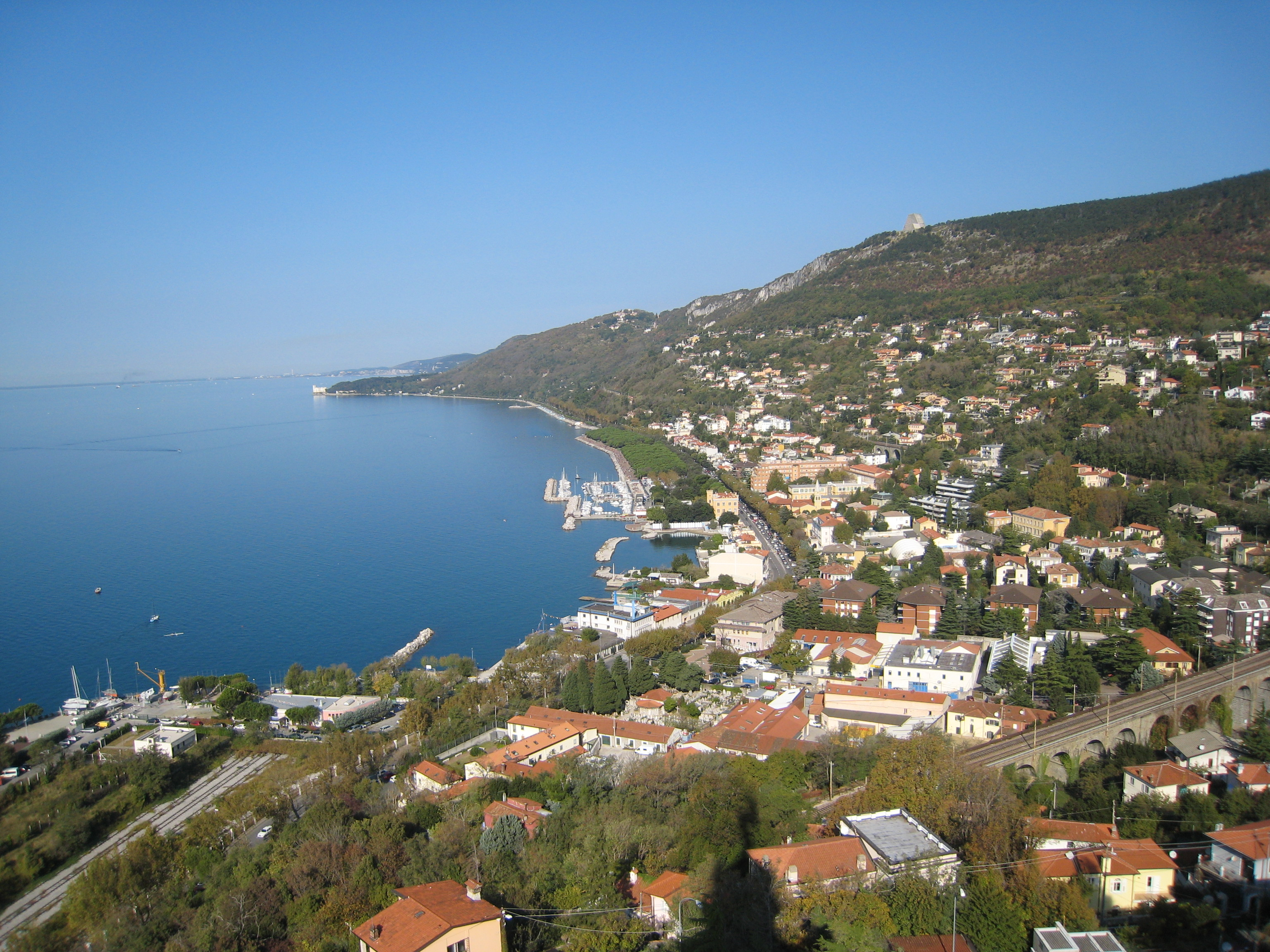
Barcola

- Lignano Sabbiadoro – 6 914 obyvatel
- Bevazzana – 349 obyvatel
- Aprilia Marittima – 883 obyvatel
- Marano Lagunaro – 1 684 obyvatel
- Grado – 7 531 obyvatel
- Monfalcone – 30 542 obyvatel
- Villaggio del Pescatore – 298 obyvatel
- Duino – 8 610 obyvatel
- Sistiana – 2 598 obyvatel
- Aurisina – 2 190 obyvatel (část Marina Aurisina)
- Santa Croce – 1 452 obyvatel
- Grignano – 632 obyvatel
- Miramare – 780 obyvatel
- Barcola – 2 801 obyvatel
- Terst (Trieste) – 198 679 obyvatel
- Aquilinia – 1 176 obyvatel
- Muggia – 12 771 obyvatel
- San Rocco
- Lazzaretto

## Přímořská sídla na ostrovech

### Sardinie

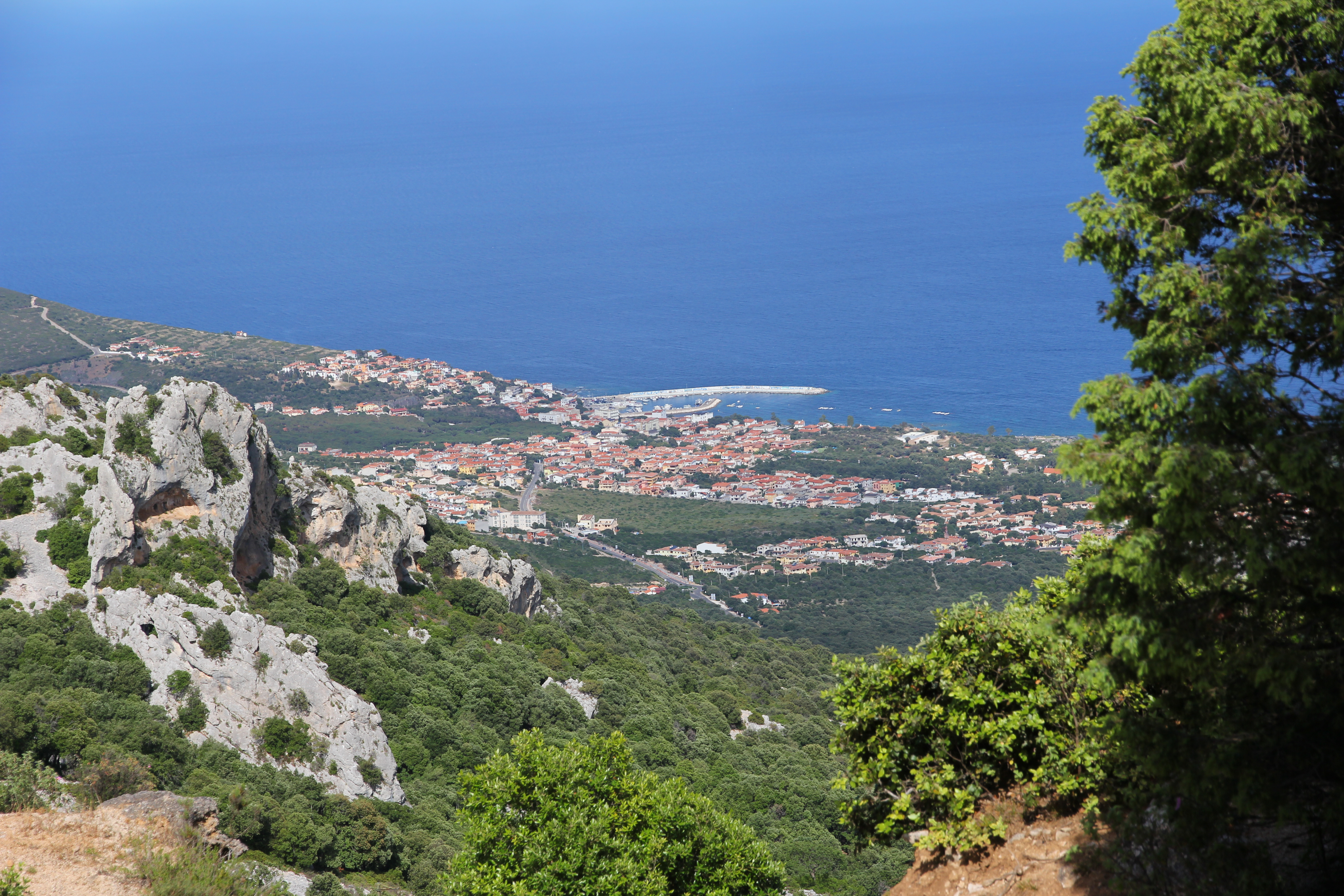
Cala Gonone

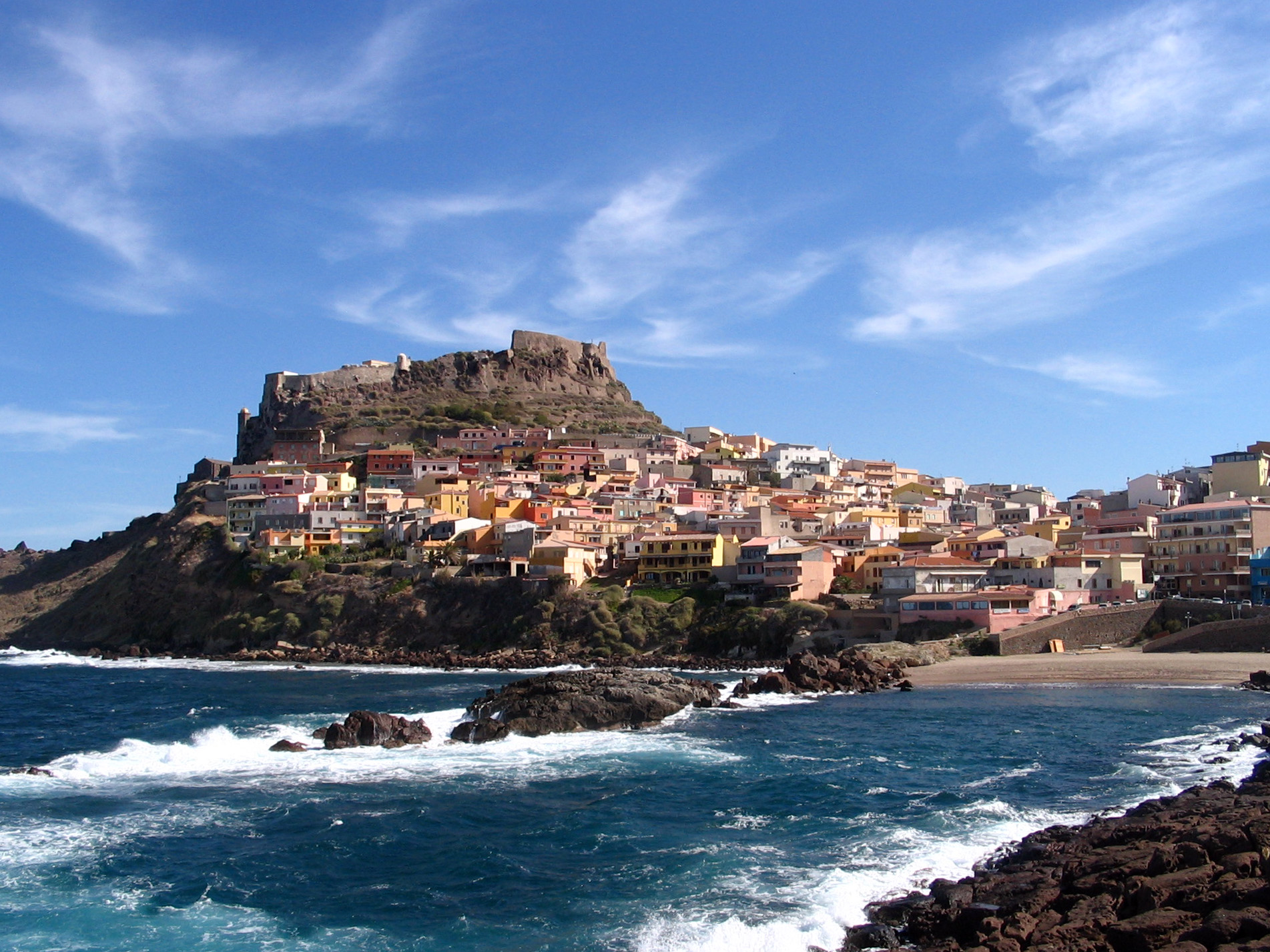
Castelsardo

Začíná východně od ústí řeky Coghinas, poté po směru hodinových ručiček.
- Isola Rossa – 123 obyvatel
- Canneddi
- Costa Paradiso
- Portobello di Gallura
- Vignola Mare
- Rena Majore
- Baia Santa Reparata
- Capo Testo
- Santa Teresa Gallura – 5 074 obyvatel
- Porto Quadro
- La Marmorata
- Valle dell'Erica
- Conca Verde
- Porto Pozzo – 258 obyvatel
- Punta Sardegna
- Palau – 4 067 obyvatel
- Capo d'Orso
- Le Saline
- La Conia
- Cannigione – 1 258 obyvatel
- Baja Sardinia – 183 obyvatel
- Poltu Quatu
- Porto Cervo – 421 obyvatel
- Golfo Pevero
- Portisco
- Porto Rotondo – 306 obyvatel
- Golfo Aranci – 2 385 obyvatel
- Baia Caddinas
- Terrata
- Pittulongu – 446 obyvatel
- Olbia – 61 671 obyvatel
- Lido del Sole
- Murta Maria – 1 092 obyvatel
- Porto Istana – 150 obyvatel
- Loiri Porto San Paolo – 3 789 obyvatel
- Costa Dorata
- Porto Taverna
- Aldia Bianca
- Salina Bamba
- Lu Impostu
- Puntaldia
- San Teodoro – 5 173 obyvatel
- Ottiolu
- Budoni – 5 592 obyvatel
- Tanaunella
- Matta 'e Peru
- Posada – 3 065 obyvatel (část Su Tinarzu)
- San Giovanni
- La Caletta – 1 950 obyvatel
- Sa Petra Ruja
- Santa Lucia – 191 obyvatel
- S'Ena 'e sa Chitta
- Cala Liberotto – 110 obyvatel
- Sas Linnas Siccas
- Orosei – 6 819 obyvatel (část Marina di Orosei)
- Cala Gonone – 1 618 obyvatel
- Santa Maria Navarrese – 1 569 obyvatel
- Tancau sul Mare – 206 obyvatel
- Lotzorai – 2 123 obyvatel
- Arbatax – 2 272 obyvatel
- Cea
- Torre di Barì
- Tertenia – 3 845 obyvatel (části Dispensa, Villaggio Zinnibiri Mannu a Abba Urci)
- Foxi Murdegu
- Barisoni
- Porto Tramatzu – 44 obyvatel
- Porto Corallo
- Villaggio Colostrai – 3 obyvatelé
- Costa Rei – 151 obyvatel
- Villasimius – 3 717 obyvatel (části Simius, Notteri a Campolungu)
- Villaggio Mandorli – 28 obyvatel
- Porto Sa Ruxi
- Solanas – 303 obyvatel
- Torre delle Stelle – 107 obyvatel
- Geremeas – 19 obyvatel
- Terra Mala
- Salmagi
- Capitana
- Flumini di Quartu
- Sant'Andrea
- Margine Rosso
- Quartu Sant'Elena – 68 068 obyvatel
- Cagliari – 146 570 obyvatel
- Residenza del Sole
- La Maddalena
- Frutti d'Oro
- Torre degli Ulivi – asi 2 000 obyvatel
- Sarroch – 4 966 obyvatel
- Villa San Pietro – 2 112 obyvatel (části Perd'é Sali a Porto Columbu, dohromady 343 obyvatel)
- Pula – 7 087 obyvatel (část Nora)
- Porto Pino – 57 obyvatel
- Portoscuso – 4 731 obyvatel
- Nebida – 924 obyvatel
- Buggerru – 1 013 obyvatel
- Portixeddu
- Portu Maga
- Gutturu Flumini
- Porto Palma
- Torre dei Corsari – 68 obyvatel
- Pistis
- S'enna e s'arca
- Sa Tribuna
- Sant'Antonio di Santadi
- Marceddì – 140 obyvatel
- Marina di Torregrande – 388 obyvatel
- Cabras – 8 819 obyvatel
- Putzu Idu – 72 obyvatel
- Mandriola
- Su Pallosu
- Sa Rocca Tunda – 25 obyvatel
- Torre del Pozzo
- S'Archittu – 105 obyvatel
- Santa Caterina di Pittinuri – 377 obyvatel
- Porto Alabe – 114 obyvatel
- Santa Maria del Mare – 34 obyvatel
- Sa Lumenera
- Bosa – 7 335 obyvatel (část Bosa Marina)
- Alghero – 41 936 obyvatel
- Fertilia – 966 obyvatel
- Maristella – 448 obyvatel
- Pischina Salida – 1 obyvatel
- Argentiera – 70 obyvatel
- Punta de Su Torrione – 4 obyvatelé
- Stintino – 1 530 obyvatel
- Porto Torres – 20 790 obyvatel
- Platamona – 23 obyvatel
- Lu Bagnu – 1 664 obyvatel
- Castelsardo – 5 575 obyvatel
- La Ciaccia – 383 obyvatel
- Valledoria – 4 290 obyvatel

### Sicílie

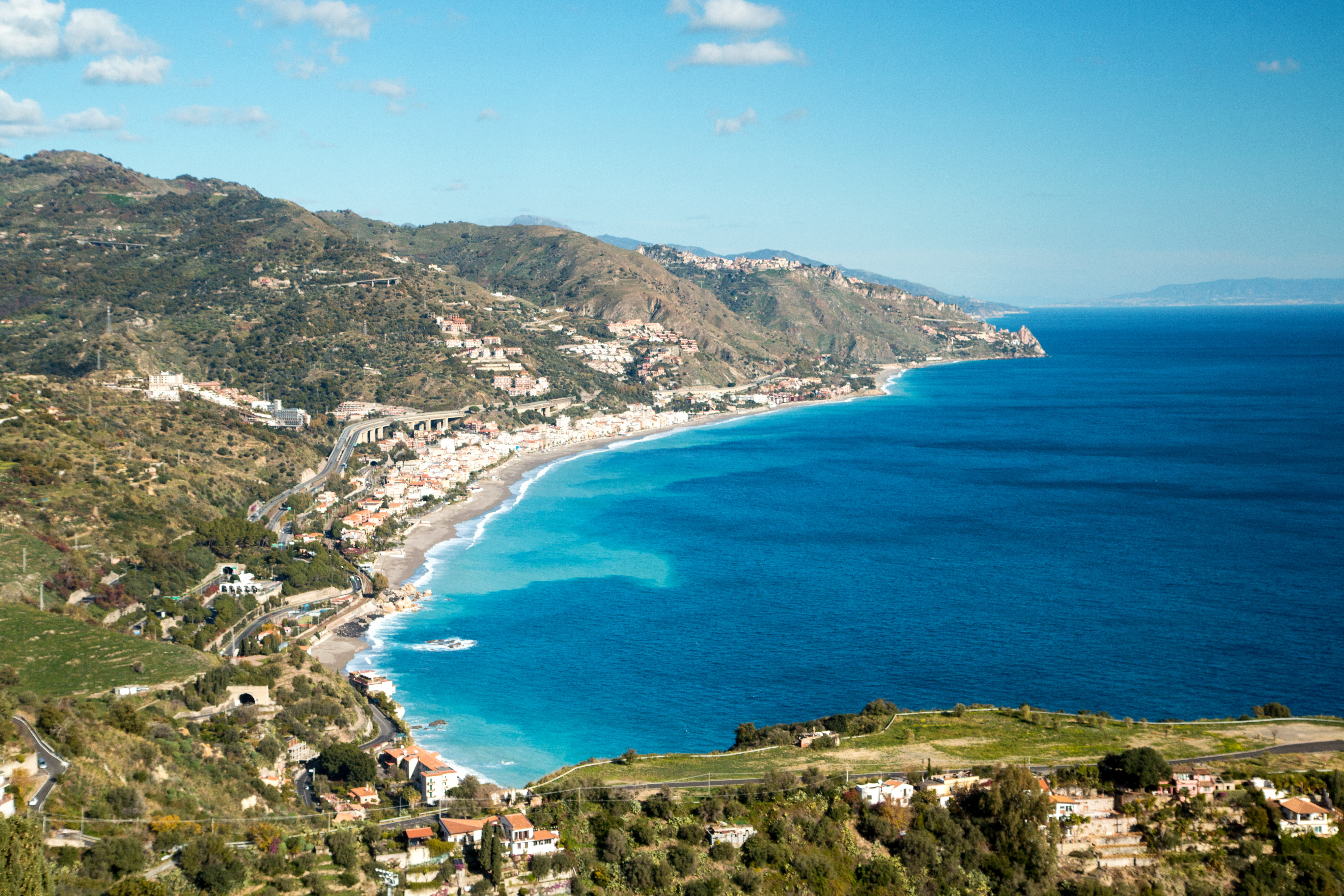
Letojanni

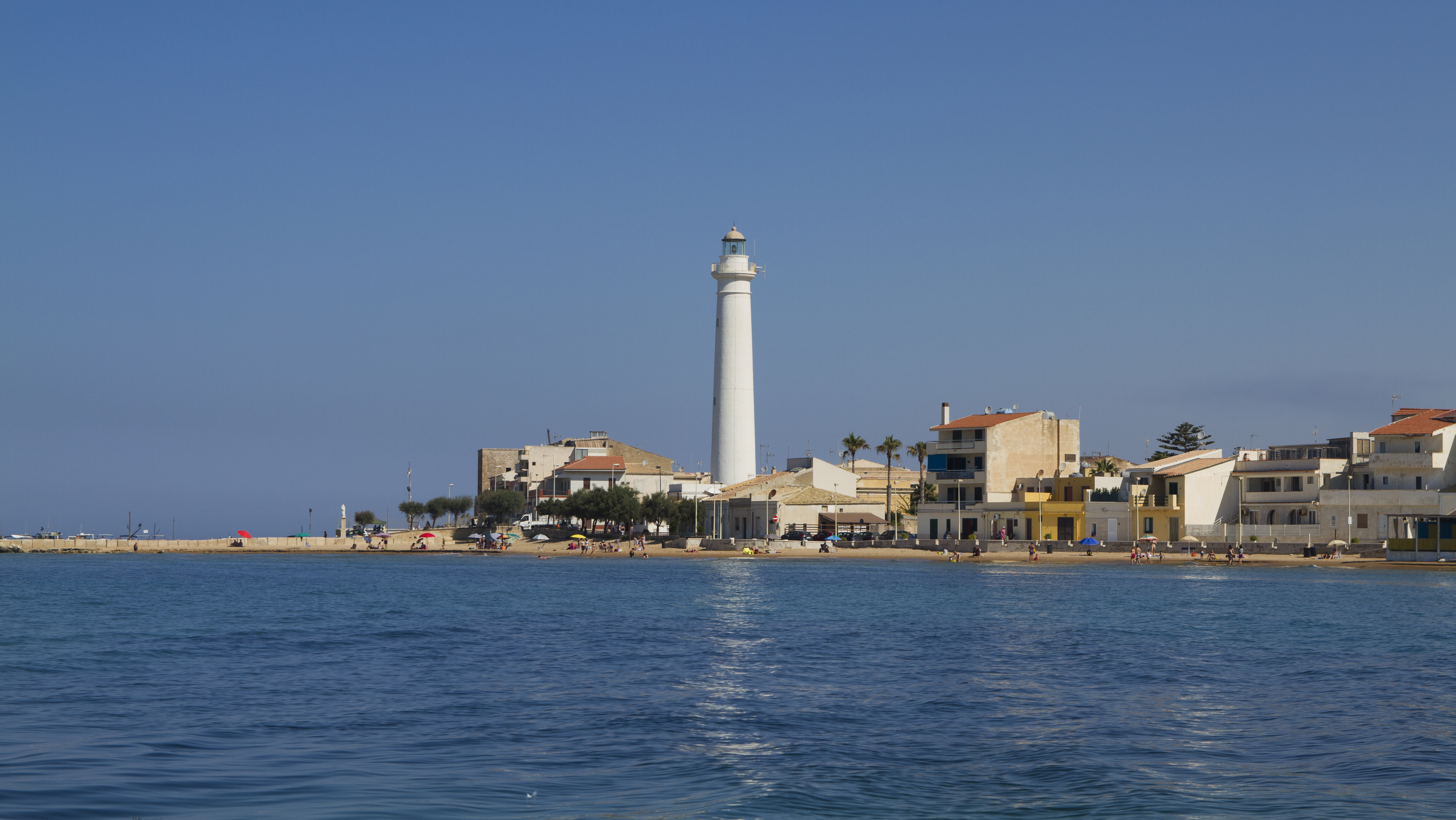
Punta Secca

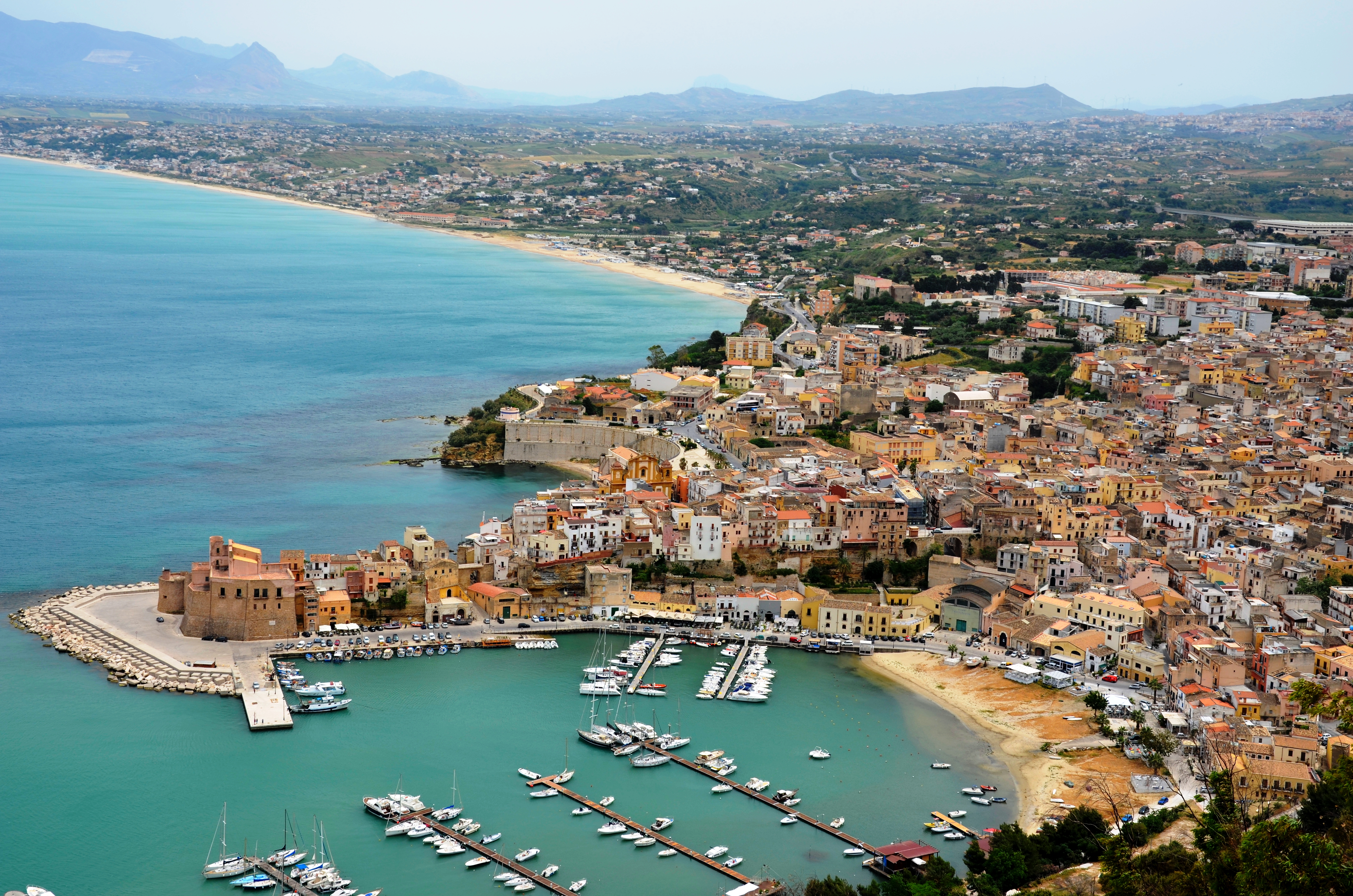
Castellammare del Golfo

Začíná východně od ústí řeky Fiume Pollina, poté po směru hodinových ručiček.
- Castel di Tusa – 850 obyvatel
- Santo Stefano di Camastra – 4 357 obyvatel
- Marina di Caronia – 1 015 obyvatel
- Acquedolci – 5 513 obyvatel
- Sant'Agata di Militello – 12 034 obyvatel
- Torrenova – 4 485 obyvatel
- Zappulla – 109 obyvatel
- Piscittina-Amola – 32 obyvatel
- Malvicino
- Tavola Grande
- Forno Alto – 19 obyvatel (části Forno Marina a Forno Basso)
- Capo d'Orlando – 13 069 obyvatel
- Scafa – 396 obyvatel
- Brolo – 5 737 obyvatel
- Gliaca – 1 047 obyvatel
- Zappardino – 254 obyvatel
- Gioiosa Marea – 6 717 obyvatel
- Calavà – 29 obyvatel
- San Giorgio – 1 913 obyvatel
- Patti – 12 683 obyvatel (část Marina di Patti)
- Mongiove – 565 obyvatel
- Oliveri – 2 206 obyvatel
- Falcone – 2 810 obyvatel
- Tonnarella – 1 193 obyvatel
- Terme Vigliatore – 7 321 obyvatel (části Marchesana Marina a Maceo Marina)
- Torre dei Cantoni
- Spine Sante
- Calderà
- Milazzo – 29 830 obyvatel
- Archi – 968 obyvatel
- San Pier Marina – 591 obyvatel
- Monforte Marina – 882 obyvatel
- Torregrotta – 7 246 obyvatel (část Scala)
- Fondachello – 752 obyvatel
- Venetico – 3 923 obyvatel
- Spadafora – 4 631 obyvatel
- Rometta Marea – 4 835 obyvatel
- Saponara Marittima – 1 594 obyvatel
- Villafranca Tirrena – 7 768 obyvatel
- Orto Liuzzo – 309 obyvatel
- Rodia – asi 400 obyvatel
- San Saba – asi 300 obyvatel
- Piano Torre – asi 450 obyvatel
- Spartà
- Faro Superiore – 3 401 obyvatel (část Casa Bianca)
- Mortelle – asi 250 obyvatel
- Torre Faro – asi 2 500 obyvatel
- Ganzirri – asi 4 500 obyvatel
- Sant'Agata
- Pace
- Messina – 216 834 obyvatel
- Tremestieri – asi 4 800 obyvatel
- Mili Marina – asi 2 200 obyvatel
- Galati Marina – asi 5 500 obyvatel
- Santa Margherita Marina – asi 3 000 obyvatel
- Briga Marina – asi 1 100 obyvatel
- Giampilieri Marina – 1 432 obyvatel
- Scaletta Zanclea – 1 849 obyvatel
- Itala Marina
- Alì Terme – 2 306 obyvatel
- Nizza di Sicilia – 3 473 obyvatel
- Roccalumera – 4 149 obyvatel
- Furci Siculo – 3 249 obyvatel
- Santa Teresa di Riva – 9 188 obyvatel
- Sant'Alessio Siculo – 1 550 obyvatel
- Forza d'Agrò – 925 obyvatel (část Santa Margherita)
- Letojanni – 2 930 obyvatel
- Mazzeo – 569 obyvatel
- Spisone – 32 obyvatel
- Mazzarò – 133 obyvatel
- Villagonia – 173 obyvatel
- Giardini-Naxos – 9 384 obyvatel
- Chianchitta-Pallio – 2 267 obyvatel
- Fondachello
- Riposto – 13 923 obyvatel
- Torre Archirafi – 2 304 obyvatel
- Pozzillo – 1 324 obyvatel
- Stazzo – 1 131 obyvatel
- Santa Tecla – 1 090 obyvatel
- Santa Maria la Scala – 518 obyvatel
- Capo Mulini – 331 obyvatel
- Aci Trezza – 4 949 obyvatel
- Aci Castello – 17 671 obyvatel
- Cannizzaro – asi 5 500 obyvatel
- Katánie (Catania) – 297 375 obyvatel
- Vaccarizzo-Delfino – 882 obyvatel
- Agnone Bagni – 381 obyvatel
- Costa Saracena-Castelluccio – 453 obyvatel
- Brucoli – 1 098 obyvatel
- Augusta – 34 599 obyvatel
- Priolo Gargallo – 11 116 obyvatel
- Syrakusy (Siracusa) – 115 547 obyvatel
- Carrozziere – 1 394 obyvatel
- Isola – 303 obyvatel
- Capo Murro di Porco
- Milocca
- Arenella – 664 obyvatel
- Ognina – 222 obyvatel
- Fontane Bianche – 889 obyvatel
- Gallina – přesně 700 obyvatel
- Avola – 30 640 obyvatel
- Calabernardo – 218 obyvatel
- Lido di Noto – 741 obyvatel
- Marzamemi – 367 obyvatel
- Portopalo di Capo Passero – 3 860 obyvatel
- Granelli – 18 obyvatel
- Santa Maria del Focallo – 549 obyvatel
- Pozzallo – 18 903 obyvatel
- Marina di Modica – 782 obyvatel
- Sampieri – 669 obyvatel
- Cava d'Aliga – 1 663 obyvatel
- Donnalucata – 3 172 obyvatel
- Marina di Ragusa – 3 468 obyvatel
- Casuzze
- Punta Secca – 519 obyvatel
- Scoglitti – 4 175 obyvatel
- Marina di Acate – 6 obyvatel
- Gela – 70 329 obyvatel
- Macchitella
- Manfria – 43 obyvatel
- Licata – 34 128 obyvatel
- Torre di Gaffe – 11 obyvatel
- Ciotta – 5 obyvatel
- Marina di Palma – 394 obyvatel
- Fiumenaro – 266 obyvatel
- San Leone – 6 145 obyvatel
- Porto Empedocle – 15 442 obyvatel
- Ciuccafa
- Marinella
- Punta Grande
- Lido Rossello – 439 obyvatel
- Pergole – 3 obyvatelé
- Giallonardo – 42 obyvatel
- Siculiana Marina – 21 obyvatel
- Eraclea Minoa – 17 obyvatel
- Secca Grande – 703 obyvatel
- Sciacca – 38 496 obyvatel
- San Marco – 365 obyvatel
- Lido Fiori
- Contrada Fiori Sud – 93 obyvatel
- Contrada Cipollazzo – 11 obyvatel
- Porto Palo Est – 17 obyvatel
- Porto Palo – 116 obyvatel
- Selinunte – 1 499 obyvatel
- Triscina – 1 353 obyvatel
- Tre Fontane – 1 263 obyvatel
- Granitola Toretta – 131 obyvatel
- Torre dei Gesuiti
- Mazara del Vallo – 49 985 obyvatel
- Petrosino – 7 931 obyvatel (část Biscione)
- Torre Sibiliana – 30 obyvatel
- Terrenove – 122 obyvatel
- Marsala – 79 651 obyvatel
- Spagnola
- Marausa – 1 194 obyvatel (část Marausa Lido)
- Salinagrande – 935 obyvatel
- Nubia – 637 obyvatel
- Trapani – 54 829 obyvatel
- Pizzolungo – 792 obyvatel
- Bonagia – 971 obyvatel
- Sant'Andrea
- Cortigliolo – 117 obyvatel
- Rio Forgia – 18 obyvatel
- Cornino – 298 obyvatel
- Macari – 329 obyvatel
- San Vito Lo Capo – 4 856 obyvatel
- Scopello – 81 obyvatel
- Castellammare del Golfo – 14 571 obyvatel
- Alcamo Marina
- Balestrate – 6 318 obyvatel
- Trappeto – 3 125 obyvatel
- Terrasini – 13 064 obyvatel
- Piraineto
- Villagrazia di Carini – asi 7 000 obyvatel
- Capaci – 11 366 obyvatel
- Isola delle Femmine – 6 961 obyvatel
- Sferracavallo – asi 7 800 obyvatel
- Mondello – 12 150 obyvatel
- Addaura – 950 obyvatel
- Arenella – 6 853 obyvatel
- Palermo – 625 526 obyvatel
- Ficarazzi – 12 804 obyvatel
- Aspra
- Porticello
- Solanto – 303 obyvatel
- Casteldaccia – 11 724 obyvatel
- Altavilla Milicia – 8 952 obyvatel
- Sperone
- San Nicola l'Arena – asi 1 000 obyvatel
- Trabia – 10 720 obyvatel
- Termini Imerese – 24 649 obyvatel
- Campofelice di Roccella – 7 793 obyvatel
- Lascari – 3 734 obyvatel (bezejmenná přímořská část)
- Mazzaforno – 128 obyvatel
- Cefalù – 13 859 obyvatel
- Sant'Ambrogio – 286 obyvatel
- Finale – 1 792 obyvatel

### Elba
- Portoferraio – 11 751 obyvatel
- San Giovanni – 695 obyvatel
- Magazzini – 176 obyvatel
- Bagnaia – 261 obyvatel
- Nisporto – 21 obyvatel
- Nisportino
- Cavo – 620 obyvatel
- Rio Marina – 2 191 obyvatel
- Ortano – 14 obyvatel
- Capo d'Arco – 7 obyvatel
- Porto Azzurro – 3 669 obyvatel
- Capoliveri – 3 938 obyvatel
- Lacona – 303 obyvatel
- Marina di Campo – 2 104 obyvatel
- Colle di Palombaia – 11 obyvatel
- Cavoli – 17 obyvatel
- Secchetto – 233 obyvatel
- Fetovaia – 67 obyvatel
- Pomonte – 299 obyvatel
- Chiessi – 159 obyvatel
- Sant'Andrea – 188 obyvatel
- Marciana Marina – 1 870 obyvatel
- Procchio – 441 obyvatel
- Scaglieri – 75 obyvatel
- Forno
- Viticcio – 36 obyvatel
- Acquaviva – 72 obyvatel

### Ischia
- Ischia – 19 482 obyvatel
- Barano d'Ischia – 9 986 obyvatel
- Sant'Angelo – 1 480 obyvatel
- Cuotto
- Forio – 17 489 obyvatel
- Lacco Ameno – 4 464 obyvatel
- Casamicciola Terme – 7 404 obyvatel

### Liparské ostrovy
ostrov Lipari
- Acquacalda – 263 obyvatel
- Canneto – 2 219 obyvatel
- Lipari – 12 791 obyvatel

ostrov Vulcano
- Vulcano Porto – 450 obyvatel

ostrov Salina
- Malfa – 976 obyvatel
- Santa Marina Salina – 852 obyvatel
- Lingua – 262 obyvatel
- Leni – 666 obyvatel
- Pollara – 83 obyvatel

ostrov Filicudi
- Filicudi Porto – 307 obyvatel
- Pecorini Mare – 104 obyvatel

ostrov Alicudi
- Alicudi Porto – 105 obyvatel

ostrov Panarea
- Ditella
- San Pietro – 260 obyvatel
- Drauto

ostrov Stromboli
- Stromboli – 639 obyvatel
- Ginostra – 30 obyvatel

### Pantelleria
- Kamma – 1 206 obyvatel
- Scauri – 942 obyvatel
- Pantelleria – 732 obyvatel

### Ostatní ostrovy
- Anacapri – 6 774 obyvatel (na ostrově Capri)
- Capraia Isola – 357 obyvatel (na ostrově Capraia)
- Capri – 6 751 obyvatel (na ostrově Capri)
- Favignana – 4 512 obyvatel (na ostrově Favignana)
- Gorgona Scalo – 160 obyvatel (na ostrově Gorgona)
- Giannutri – 27 obyvatel (na ostrově Giannutri)
- Giglio Campese – 187 obyvatel (na ostrově Giglio)
- Giglio Porto – 608 obyvatel (na ostrově Giglio)
- Lampedusa – 5 871 obyvatel (na ostrově Lampedusa)
- Linosa – 238 obyvatel (na ostrově Linosa)
- Marettimo – 664 obyvatel (na ostrově Marettimo)
- Terrizzo – 34 obyvatel (na ostrově Palmaria)
- Pianosa – 10 obyvatel (na ostrově Pianosa)
- Ponza – 3 302 obyvatel (na ostrově Ponza)
- Procida – 10 010 obyvatel (na ostrově Procida)
- Ventotene – 684 obyvatel (na ostrově Ventotene)